# Mötz
Mötz è un comune austriaco di 1 261 abitanti nel distretto di Imst, in Tirolo.